# Estación San Pedro (Cusco)
La estación San Pedro es una estación de trenes ubicada en la ciudad de Cusco, Perú. Administrada por la empresa Ferrocarril Trasandino, funciona como la cabecera del tramo Sur Oriente del Ferrocarril del Sur desde donde partían los servicios con rumbo a la ciudad de Quillabamba. Hoy los servicios directos salen a Aguas Calientes es el camino para llegar a las ruinas de Machu Picchu. Este tramo es cubierto por las empresas PeruRail e Inca Rail.
La estación se encuentra dentro del centro histórico del Cusco, en la Calle Cascaparo, al costado de la Iglesia de San Pedro y frente al Mercado Central de San Pedro en terrenos en los que, entre los siglos XVI y XIX, se levantaba el Hospital de Naturales del Cusco. Fue construida en las primeras décadas del siglo XX luego de la promulgación en 1907 de una ley del Congreso del Perú que ordenaba la construcción del ramal ferroviario que uniera el Cusco con la Hacienda de Santa Ana, hoy distrito de Santa Ana en la provincia de La Convención. Esta norma fue impulsada por el diputado cusqueño Benjamín de la Torre. Hacia 1923, la vía férrea ya llegaba a la localidad de Pachac a 63 kilómetros de la ciudad.
Desde 1972 el inmueble forma parte de la Zona Monumental del Cusco declarada como Monumento Histórico del Perú. Asimismo, en 1983 al ser parte del casco histórico de la ciudad del Cusco, forma parte de la zona central declarada por la UNESCO como Patrimonio Cultural de la Humanidad.

## Servicios
La estación es la cabecera del Tramo Sur Oriente del Ferrocarril del Sur con rumbo a la Estación Aguas Calientes en el distrito de Machu Picchu, provincia de Urubamba. Sin embargo, su uso es reducido debido a que la estación se encuentra en medio de la ciudad y en años anteriores se ocasionaron accidentes en la ruta. En el año 2019 se reinició el uso de la estación pero limitado a servicios que salen temprano en la mañana cuando hay menor afluencia de personas en el trayecto de la ruta.